# Gaby Angelini
(L'epitaffio)
Gabriella Angelini, più nota con il diminutivo Gaby (Susa, 24 settembre 1911 – Uadi el-Ghelta, 3 dicembre 1932), è stata un'aviatrice italiana.

## Biografia
La madre, manager di un'industria farmaceutica, tentò inutilmente di avviarla allo studio del pianoforte e della danza classica.
La giovane Gabriella Angelini preferì, invece, seguire la sua passione per i motori e per il volo; ciò maturò anche a seguito di una visita e di un volo di prova presso lo stabilimento della Breda, fabbrica milanese di aerei militari e da turismo.
Nel 1931, a 19 anni, conseguì il brevetto di pilota d'aereo sotto la guida dell'istruttore di volo Francesco Monti, presso l'Aero Club Milano. Subito dopo il brevetto partecipò a una gara aperta a entrambi i sessi: il Giro di Lombardia, dove si classificò settima.

### Il raid europeo

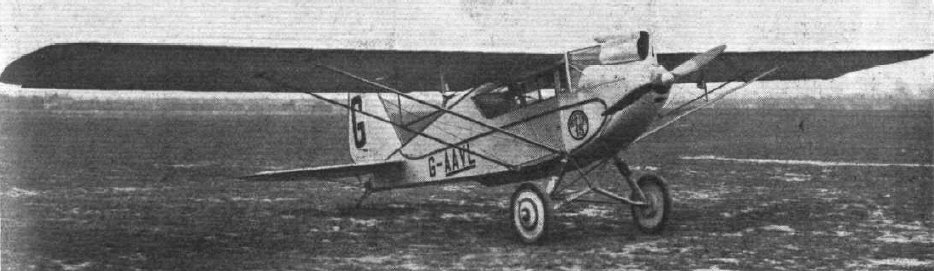
Il monomotore da turismo Breda Ba.15, il modello pilotato da Gabriella Angelini.

Gaby e il suo Breda Ba.15 marche I-TALY.

Sognando di eguagliare le gesta compiute dai piloti nei pericolosi raid aerei dell'epoca, in particolare dall'asso dell'aviazione Francis Lombardi, durante l'estate 1932 Gaby decise di effettuare un raid europeo in 25 giorni, facendo tappa in varie città europee sorvolando Austria, Cecoslovacchia, Germania, Danimarca, Svezia, Paesi Bassi, Regno Unito e Francia.
Il raid europeo, compiuto a bordo del piccolo aereo da turismo Breda 15 I-TALY, si svolse senza particolari problemi, salvo un atterraggio di fortuna durante la tappa Copenaghen-Stoccolma, per aver terminato il carburante nei cieli tedeschi.
L'impresa le procurò un'improvvisa popolarità internazionale: al suo ritorno a Milano, fu accolta da una folla di curiosi e giornalisti che, alla stregua della stampa estera, l'avevano ribattezzata Little Gaby. Atterrò sul campo di aviazione di Taliedo, con a bordo la madre che l'aveva raggiunta in treno a Chamonix, per accompagnarla nell'ultima tappa.
La pioniera dell'aria, non ancora ventenne, ricevette anche encomi ufficiali, a partire dal telegramma di congratulazioni inviato dal ministro dell'aeronautica Italo Balbo, sino ad essere insignita dell'Aquila d'oro dal regime fascista

### Il raid asiatico

Prima del decollo da Bengasi

I resti dell'aereo a Uadi Gelda

La facilità con la quale aveva portato a termine il raid la spinse a tentare subito un'ardua impresa: il viaggio da Milano a Delhi, facendo scalo a Roma, Trapani, Tunisi, Tripoli, Tobruk, Il Cairo, Gerusalemme, Baghdad, Bassora e Karachi, promosso dall'Aero Club Milano e fortemente pubblicizzato dal regime.
Nell'Almanacco della donna italiana, in un articolo sulla nuova impresa di Gaby, firmato con lo pseudonimo Diana, si legge: «Noi ci auguriamo ch'ella possa eseguire appieno il suo disegno, e dimostrare così agli occhi di tutto il mondo, che la donna italiana, non meno delle figlie di altre nazioni, è capace di imprese forti ed audaci, e di recar lustro ed onore alla Patria».
Il 3 dicembre del 1932, durante la tappa Bengasi-Tobruk, aveva preferito attraversare il deserto libico, ritenendolo meno pericoloso, ma, a causa di una tempesta di sabbia, il suo aereo ebbe un'avaria e precipitò nei pressi dell'oasi di Uadi el-Ghelta. La salma di Gaby Angelini, ritrovata dopo giorni di ricerca, fu riportata in Italia ed esposta all'omaggio pubblico a Milano nella Casa del Fascio, quindi tumulata nel Cimitero monumentale.
A cura della madre, uscì postumo Il Diario di Gaby, nel 1933.

## Dopo la morte

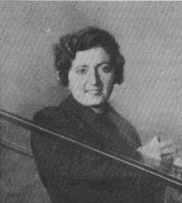
Gaby Angelini

Nel 1934, a meno di due anni dalla sua morte, Benito Mussolini, appreso dell'invito da parte dell'aereo club di Bologna affinché le donne partecipassero a corsi per piloti d'aeroplano, inviò un telegramma al prefetto della città per avvisare il direttore dell'aereo club che nell'Italia fascista le donne dovevano già pilotare numerosi figli, mentre pilotare gli aerei era un affare serio per il quale vi era un numero sufficiente di uomini. Il cambiamento di atteggiamento del capo del fascismo verso il volo femminile fu influenzato dalla funesta fine di Gabriella Angelini, vista come possibile smacco per il regime, sulla falsariga di quanto accadde a Umberto Nobile a seguito della tragedia artica del suo dirigibile e l'accostamento tra donne e aeroplani rimase solamente nella sperimentazione futuristica, con le aerodanze di Giannina Censi, che non pilotò aerei limitandosi a essere passeggera di velivoli guidati da piloti acrobatici come Mario De Bernardi.
La tomba di Gaby Angelini reca una grande scultura in bronzo, in grandezza naturale, raffigurante una figura femminile che librandosi da una pala d'elica si protende verso il cielo. L'epitaffio "...ed or non batte più che l'ala del mio sogno" riprende quello inciso sul cenotafio in memoria degli aviatori caduti nel Cimitero degli Invitti.
Il velivolo Breda usato da Gaby Angelini nel raid europeo è conservato nel padiglione aeronavale del Museo Nazionale della Scienza e della Tecnologia "Leonardo da Vinci" di Milano.
Presso la Biblioteca Braidense di Milano è stata allestita nella sala Maria Teresa la mostra dal titolo I Cavalieri del Cielo nella quale è possibile vedere una sezione in ricordo della aviatrice Gaby Angelini, con la sua foto, insieme ai piloti che hanno contribuito alla nascita e al decollo della Regia Aeronautica Italiana.
Nella struttura del Castello di San Pelagio in Via San Pelagio Due Carrare (Padova) è ricavato il Museo dell'Aria e dello Spazio che nella sala 24 BIS espone reperti dedicati alle donne e il volo. Il pittore Dell'Orco ha realizzato per il Museo del Castello di San Pelagio nel 1980, le immagini delle più famose eroine del cielo. Alla sua base vi è una teca con i cimeli dell'aviatrice italiana Gaby Angelini.
Durante il suo primo raid, sorvolando a bassa quota un terreno nel bellunese, dal suo aereo Gaby Angelini salutò, ricambiata, una ragazzina che pascolava le sue mucche. Quest'ultima successivamente si riconobbe nel diario postumo dell'aviatrice, dove era narrato il piccolo episodio. La ragazzina, che si chiamava Olivia Vittoria Brandalise, in seguito si ispirò alla figura dell'aviatrice nel suo romanzo La figlia di nessuno, che scrisse nel corso degli anni e che pubblicò solo nel 2008 ormai ultraottantenne.